# 張文謙
張 文謙（ちょう ぶんけん、1216年 - 1283年）は、モンゴル帝国（大元ウルス）に仕えた漢人官僚の一人。字は仲謙。邢州沙河県の出身。

## 生涯
張文謙は幼いころより聡明なことで知られ、後にクビライの側近となる劉秉忠とともに学んだという。劉秉忠がクビライに仕えるようになった後、邢州が一時的にクビライの分地（投下領）になった時、劉秉忠の推薦を受けてクビライに仕えるようになった。1247年（丁未）にクビライに召し出されると、応対が優れていたため、王府の書記に任じられた。邢州はもともと建国の功臣であるバダイとキシリク一族の分地であったが、行政官が無法な統治を行っていたため、張文謙と劉秉忠はクビライが行政官を改めて派遣し成果を挙げることで天下の模範とすることを進言した。そこで近侍の脱兀脱・尚書の劉粛・侍郎の李簡の3名が選ばれて邢州に派遣され、公正な統治により邢州の戸籍は10倍になったという。これ以後、クビライは儒臣を重んじるようになり、張文謙の推薦を受けた儒臣がクビライの配下に入った。
1251年（辛亥）にクビライの兄のモンケが即位すると、クビライは東アジア方面の司令官に起用され、まず雲南・大理遠征に従事した。大理国の実権を握る高祥が使者を殺してモンゴルの要求を拒んだときには、クビライが城を皆殺しにしようとするのを劉秉忠・姚枢らとともに諌めている。また、1259年（己未）より南宋侵攻が始まると、ここでもみだりに民を虐殺しないよう進言して受け入れらている。
中統元年（1260年）、皇帝を称したクビライは中書省を設立し、王文統が平章政事、張文謙が左丞に任じられた。張文謙は綱紀を粛正し国・民を安定させるために尽力したが、王文統と対立したことによって中央から逐われ大名等路宣撫司事に転任することになった。大名に赴任した張文謙は旱害によって民が疲弊しているのを見て、国税・酒税を軽減するよう中央にかけあっている。
中統2年（1261年）春からは政府に留まって庶務を担ったが、中統3年（1262年）には財務を専門とするアフマド・ファナーカティーが登用されると、これと対立するようになった。至元元年（1264年）、張文謙は陝西方面に赴くと、捕虜となっていた四川の士（蜀士）を釈放して吏事を習わせることで事務体制を整えることに成功している。
至元3年（1266年）、中央に帰還した張文謙は私奴隷の所有に関する問題に携わり、この問題は乙未年籍（乙未年＝1230年に行われた人口調査結果）を基準とし判断すべきであると提言している。至元5年（1268年）、淄州で胡王なる妖人が人々を惑わしたとして 100人余りが捕縛されたが、張文謙は丞相アントンを通じて首魁のみを処罰してその他の者達は親放すべきであると働きかけ、最終的に張文謙の審決が採用されている。
至元7年（1270年）、大司農卿の地位を拝命すると、まず上奏して諸道に勧農司を設立した。またこのころ、許衡と協力して国子学の設立に尽力し、この結果許衡は国子祭酒に任命されている。一方、このころアフマドが民間から鉄を集め農具に鋳直して配布する政策のために行戸部を東平・大名地方に設立したが、この部署はいたずらに民を苦しめるものであると訴え、廃止に追い込んでいる。至元13年（1276年）には御史中丞の地位に移ったが、このころアフマドは憲台からの告発を恐れて諸道按察司を廃止しようと図っていた。そこで張文謙は上奏してこれをやめさせたが、アフマドからの報復人事を受けて地位を失い、他の漢人官僚とともに暦の整備に携わるよう命じられた。至元19年（1282年）には枢密副使の地位を拝命したが、それからまもなく68歳にして亡くなった。
張文謙は最初劉秉忠の派閥に属していたが、晩年には「儒林派」とも称される派閥の代表である許衡と親交を深め、学問に励んだ結果晩年には自宅に数万巻の蔵書があったと伝えられている。息子に張晏がおり、大元ウルスに仕えて御史中丞の地位に至っている。